# Hadjili (Chamakhi)
Hadjili est un village de la région de Şamaxı en Azerbaïdjan.

## Géographie
Le village d'Hadjili de la région de Şamaxı est situé dans la circonscription administrative du village d'Hadjili.

## Économie
La principale occupation de la population du village est l'agriculture et l'élevage.

## Population
Selon les statistiques de 2009, la population du village est de 365 personnes.

## Culture
Il y a une école secondaire et une bibliothèque dans le village.